# شون لونجستاف
شون لونجستاف (بالإنجليزية: Sean Long)‏ (2 مايو 1995 بدبلن في جمهورية أيرلندا - ) هو لاعب كرة قدم أيرلندي في مركز الظهير. شارك مع منتخب جمهورية أيرلندا تحت 17 سنة لكرة القدم ومنتخب جمهورية أيرلندا تحت 19 سنة لكرة القدم ومنتخب جمهورية أيرلندا تحت 20 سنة لكرة القدم ومنتخب جمهورية أيرلندا تحت 21 سنة لكرة القدم ومنتخب جمهورية أيرلندا لكرة القدم. أما مع النوادي، فقد لعب مع نادي ريدنغ ونادي لوتون تاون وبرينتري تاون.

## وصلات خارجية
- شون لونجستاف على موقع قاعدة بيانات كرة القدم.إي يو (الإنجليزية)
- شون لونجستاف على موقع Soccerbase.com (لاعب) (الإنجليزية)
- شون لونجستاف على موقع Soccerway.com (الإنجليزية)